# 마틴 라니히
마틴 라니히 (Martin Lanig, 1984년 7월 11일, 바덴뷔르템베르크주 바트 메르겐타임 ~) 은 독일의 전 축구 선수로 현역 시절 포지션은 미드필더였다.
2008년 7월, 그는 SpVgg 그로이터 퓌르트에서 VfB 슈투트가르트로 이적하였다. 라니히는 2008년 10월 5일, SV 베르더 브레멘전에서 VfB 소속 첫 골을 기록하였다.
2010년 7월, 그는 1. FC 쾰른으로 이적하였다.
2015-16시즌 이후 부상을 이유로 31세의 나이에 은퇴를 발표했다.